# Allotisis rara
Allotisis rara là một loài bọ cánh cứng trong họ Cerambycidae.